# 1887 Virton
1887 Virton là một tiểu hành tinh vành đai chính với chu kỳ quỹ đạo là 1904.6623383 ngày (5.21 năm).
Nó được phát hiện ngày 5 tháng 10 năm 1950.